# Badrinathpuri
Badrinathpuri (o Badrinath, Badarinath) è una suddivisione dell'India, classificata come nagar panchayat, di 841 abitanti, situata nel distretto di Chamoli, nello stato federato dell'Uttarakhand. In base al numero di abitanti la città rientra nella classe VI (meno di 5.000 persone).

## Geografia fisica
La città è situata a 30° 43' 60 N e 79° 28' 60 E e ha un'altitudine di 3.414 m s.l.m..

## Società

### Evoluzione demografica
Al censimento del 2001 la popolazione di Badrinathpuri assommava a 841 persone, delle quali 543 maschi e 298 femmine. I bambini di età inferiore o uguale ai sei anni assommavano a 75, dei quali 40 maschi e 35 femmine. Infine, coloro che erano in grado di saper almeno leggere e scrivere erano 716, dei quali 501 maschi e 215 femmine.